# Betty Davis
Betty Davis (nacida como Betty Gray Mabry, Durham, Carolina del Norte, 26 de julio de 1945 - Homestead, Pensilvania, 9 de febrero de 2022) fue una cantante estadounidense de música funk y soul. Fue reconocida como una de las voces más influyentes de la era del funk y por su gran rendimiento en sus interpretaciones en directo.

## Carrera
Como Betty Mabry, grabó "Get Ready For Betty" y "I'm Gonna Get My Baby Back" en 1964 para DCP International. Al poco tiempo realizó un dúo con Roy Arlington y bajo el nombre "Roy and Betty" publicaron un sencillo para Safice titulado, "I'll Be There". En 1968, cuando todavía estaba involucrada con Hugh Masekela, grabó varias canciones para Columbia Records, con Masekela haciendo los arreglos. Dos de ellas fueron lanzadas como sencillos: "Live, Love, Learn" y "It's My Life". Inició una relación sentimental con Miles Davis poco después de su separación de Masekela y, en la primavera de 1969, Betty regresó a Columbia Records para grabar una serie de canciones de demostración, con Miles y Teo Macero produciendo. Al menos cinco canciones fueron grabadas durante esas sesiones, tres de las cuales fueron originales de Mabry y otras fueron versiones de Cream y Creedence Clearwater Revival. Miles intentó usar estas canciones de demostración para asegurar un contrato discográfico para Betty pero ni Columbia ni Atlantic estaban interesados y fueron archivados en una bóveda hasta 2016 para la compilación Betty Davis, The Columbia Years, 1968-69.
Después de finalizar su matrimonio con Davis, Betty se mudó a Londres en 1971 para seguir su carrera como modelo. Escribió música en el Reino Unido y regresó a los Estados Unidos alrededor de 1972 con la intención de grabar canciones con Santana. En cambio, grabó sus propias canciones con un grupo de músicos de funk de la costa oeste. Su primer disco, Betty Davis, fue lanzado en 1973. Tuvo dos éxitos menores en la lista de Billboard R&B: "If I'm in Luck I Might Get Picked Up", que llegó a ser No. 66 en 1973, y "Shut Off the Lights", que llegó a No. 97 en 1975. Davis lanzó dos álbumes más, They Say I'm Different (1974) y su debut en la gran discográfica Island Records Nasty Gal (1975). Ninguno de los tres álbumes fue un éxito comercial.
Davis siguió siendo una figura de culto como cantante, debido en parte a su actitud sexual abierta, que fue controvertida en ese momento. Algunos de sus shows fueron boicoteados, y sus canciones no fueron reproducidas en la radio debido a la presión de grupos religiosos y la NAACP.

## Discografía

### Sencillos
| Año  | Sencillo                                                                  | Sello         | Notas                                                  |
| ---- | ------------------------------------------------------------------------- | ------------- | ------------------------------------------------------ |
| 196? | "The Cellar"/"???"                                                        | Independiente | Primer sencillo de estudio; producido por Lou Courtney |
| 1964 | "Get Ready for Betty" / "I'm Gonna Get My Baby Back"                      | DCP           | Segundo sencillo de estudio                            |
| 1968 | "It's My Life" / "Live, Love, Learn"                                      | Columbia      | Tercer sencillo de estudio                             |
| 1973 | "If I'm in Luck I Might Get Picked Up" / "Steppin in Her I. Miller Shoes" | Just Sunshine |                                                        |
| 1973 | "Ooh Yea" / "In the Meantime"                                             | Just Sunshine |                                                        |
| 1974 | "Shoo-B-Doop and Cop Him" / "He Was a Big Freak"                          | Just Sunshine |                                                        |
| 1974 | "Git in There" /"They Say I'm Different"                                  | Just Sunshine |                                                        |
| 1975 | "Shut Off the Lights" / "He Was a Big Freak"                              | Island        |                                                        |

### Álbumes de estudio
| Año  | Álbum                  | Sello                                                 | Notas                                                        |
| ---- | ---------------------- | ----------------------------------------------------- | ------------------------------------------------------------ |
| 1973 | Betty Davis            | Just Sunshine Light in the Attic (2009 relanzamiento) | Primer álbum de estudio, producido por Greg Errico           |
| 1974 | They Say I'm Different | Just Sunshine Light in the Attic (2009 relanzamiento) | Segundo álbum de estudio, producido por Betty Davis          |
| 1975 | Nasty Gal              | Island Light in the Attic (2009 relanzamiento)        | Tercer álbum de estudio, producido por Betty Davis           |
| 2009 | Is It Love or Desire?  | Light In The Attic                                    | Cuarto álbum de estudio, grabado en 1976 y publicado en 2009 |